# Elautobius horni
Elautobius horni là một loài bọ cánh cứng trong họ Rhynchitidae. Loài này được Heller miêu tả khoa học năm 1902.